# Søerne
Københavns Indre Søer – bedre kendt som Søerne – er beliggende centralt i København. Der er tre søer som udgøres af fem bassiner:
- Sankt Jørgens Sø består af to dæmningsadskilte søområder og strækker sig fra Gammel Kongevej ved Planetarium til Kampmannsgade (dæmning) og videre til Gyldenløvesgade (dæmning).

- Peblinge Sø beliggende mellem Gyldenløvesgade og Dronning Louises Bro, der forbinder Nørrebrogade med Frederiksborggade.
- Sortedams Sø består også af to dæmningsadskilte søområder og strækker sig fra Dronning Louises Bro til Fredensbro (dæmning) og videre til Østerbrogade.

Søerne nævnes i 1619 med navnene Peffling Søe, Sankt Jørgen Søe og Sorte Damb i et dokument, hvor Christian 4. bekræfter at have modtaget dem i mageskiftet med Ordrup Sø og tre damme. Dertil fik København en årlig afgift på 150 karper fra Søerne.

## Generelt
Søerne fungerer i dag som rekreativt område for københavnerne, der gerne spadserer eller løber om dem. Det er derudover et populært sted at tage på date. Turen rundt om alle søer er 6,35 km.
Sankt Jørgens Sø er 4-5 meter dyb med skrå sider. De to øvrige søer er ca. 2,5 meter dybe med lodrette granitkanter. I Sortedams Sø er anlagt to små øer – Fiskeøen og Fugleøen, der fungerer som yngleplads for fugle. Fugleøen består af to strimler jord, og har i nyere tid været skarvkoloni. Den blev i oktober 1967 berømt, da den blev "befriet" af en gruppe aktivister, der udråbte øen som en selvstændig stat, der søgte om optagelse i FN og erklærede USA krig som protest mod Vietnamkrigen.
Søerne får deres vand via de rørlagte åer Grøndalsåen, Lygteåen og Ladegårdsåen, som tilsammen fører vandet fra Utterslev mose, Emdrup Sø og i mindre grad Damhussøen. Ladegårdsåen, som blev overdækket i 1925, løber under Ågade og Åboulevard og ender i Peblinge Sø ved Søpavillonen. Fra Søerne løber vandet via rørforbindelse fra nordenden af Sortedams Sø videre til søerne i Østre Anlæg og på Kastellet, samt ud i Øresund. Vandets opholdstid i Søerne er ca. 1 år. For at forbedre vandkvaliteten i søen i Ørstedsparken blev der i 1994 skabt en underjordisk forbindelse til Peblinge Sø, så vandet kan bringes til at cirkulere mellem de to søer, især i vinterhalvåret.
På Gyldenløvesgade ved Peblinge Sø ligger Søpavillonen (i søens midterakse, dvs. midt mellem Nørre Søgade og Peblinge Dossering). "Peblinge" var latinskolens elever, af gammeldansk pæpling, egentlig "lille præst".
Stien langs vestsiden (Nørrebro-siden) af Peblinge Søen hedder Peblinge Dossering, og tilsvarende Sortedam Dossering langs Sortedams Sø. Ordet dossering (med 2 s'er) betyder skråning, og ordet bruges (brugtes) også om en vej, der ligger på eller ved en skråning eller dæmning.
Sankt Jørgens Sø er en opdæmmet sø, og vandspejlet ligger højere end en del af omgivelserne. Dæmningen og stien på søens vestside (mod Frederiksberg) kaldes Svineryggen, og stiens vestside er kommunegrænse. Den vestlige del af Kampmannsgade, som deler Sankt Jørgens Sø i to, fremstår som en vej mellem to dæmninger eller volde, og søen kan ikke ses fra vejen. Vandet i de to dele af Sankt Jørgens Sø er forbundet med rør under vejen.

## Historie
Det område, som i dag udgør Søerne, lå oprindeligt som en lang ådal i en bue uden for byens volde. På området var der engarealer med græssende kreaturer. I den tidlige middelalder havde man behov for et vandløb til mølledrift, hvorfor man opdæmmede vandet i ådalen og derved skabte Peblinge Sø.
Efter Københavns belejring i 1523 ønskede man at udvide voldgravene for at styrke byens befæstning. Dæmningen ved Peblinge Sø blev forhøjet, og en ny dæmning – Sortedam – blev anlagt, hvorved Sortedams Sø blev dannet. I begyndelsen af 1600-tallet opstod også Sankt Jørgens Sø som følge af yderligere opstemninger. Herved kunne voldgravene mellem voldene og Søerne oversvømmes i tilfælde af angreb. Søerne fremstod som et mosedrag i 1500-tallet, da de store jordarbejder blev påbegyndt for at sikre fæstningsbyen Københavns vandforsyning. Da byen lå lidt højere end sit omland, måtte de nærmeste vandløb opdæmmes. Søerne fik dæmninger for begge ender, så vandstanden steg i takt med tilførslen af vand fra Harrestrup Å, Kagså og Lygteåen. Ved Emdrup Sø blev afløbet til Øresund spærret, så vandet trak vestpå gennem Lersøen. Harrestrup Å blev stemt op i Langvaddam (nu Damhussøen), og søgte østpå gennem Grøndalen. De to hovedløb forenedes i Bispeengen og fortsatte ad den gravede rende (nu Ladegårdsåen) ind til Københavns voldgravssystem.
Christian 4. holdt et vågent øje med Søernes tilstand, og skrev en gang et brev om at få lukket et hul i Peblingesøen, så vandet ikke mere kunne sive ud af Sortedamssøen, som det havde gjort i en årrække. Da han fik Rosenborg Slot rejst, fik han lagt en rende fra Søerne ind til voldgraven omkring slottet. Renden blev senere ombygget til en stensat tunnel, der stadig findes. En stikledning herfra forsynede Nyboder med vand. I 1637 tilkendte kongen også garverne udenfor Østerport en stikledning, dog under "vandkiggerens" (dvs. vandmesterens) tilsyn. Sværest var det at få vand fra Søerne frem til Christianshavn. Omkring 1634 blev en vandledning ført fra Peblingesøen gennem byen, under havneløbet ved Knippelsbro og videre til Torvegade på hjørnet af Strandgade. Herfra kunne den enkelte grundejer så lægge stikrender. Der medgik henved 400 udhulede træstammer mellem Vesterport og Christianshavn, og de måtte være tætte ved krydsningen af havneløbet, så der ikke kom saltvand i rørene.
Drikkevand blev ikke hentet fra vandet i voldgravene, men fra nedgravede rør - udhulede træstammer sammenføjet med blymuffer - fra Søerne ført under voldsystemet direkte ind i byen. Her spredtes de i et vidt forgrenet ledningsnet, hvor der var opsat pumper og vandposter. Her hentede københavnerne vand hjem i spand indtil det første vandværk blev taget i brug omkring 1850. Systemet kaldtes "pumpevand" i kontrast til "springvand", som vandet fra Emdrup Sø. Søen lå 14 m over havet, en højdeforskel stor nok til at vandet kunne føres under tryk helt ind til byen, hvor renden mundede ud på Gammeltorv og løb videre til Amagertorv. På disse torve var der springvandsbrønde. Vandet fra Emdrup var godt og friskt, og en del af borgerne fik tilladelse til stikledninger hjem, så de dermed fik rindende vand, som ellers ikke kendtes den gang. Dette opmuntrede folk til at kaste byens gamle brønde til. Det vakte Christian 4.s forfærdelse. I tilfælde af belejring ville man jo få brug for brøndene. Han forlangte straks, at de tilkastede brøndene skulle graves frem igen. Og ti år efter hans død blev København faktisk igen belejret af svenskerne, der omgående overskar vandledningerne ind til byen. Da blev der ganske rigtig brug for brøndene igen.
Udover at være en del af byens forsvarsværk, indgik Peblinge og Sortedams Søer også i byens vandforsyning. I årene 1705–27 foretog man oprensninger af de to søer. De blev gravet dybere, og kanterne blev rettet til, så de fik den nuværende form. Men vandets lange rejse i utætte trærør var et problem. En tid blev der klaget i det fornemme kvarter omkring Amalienborg, hvor vandet smagte modbydeligt Det blev opdaget, at vandledningen var utæt, lige hvor den krydsede en kloakledning med blandt andet afløbet fra Frederiks Hospitals lighus.
Vandet fra Søerne indeholdt mange planterester og smådyr, og ved blæsevejr blev bundmudderet hvirvlet op, så vandet blev uklart og af københavnerne omtalt som "lunken ålesuppe". Men slap en fingertyk ål gennem rørene op i pumpens mekanik, måtte "vandkiggeren" tilkaldes. Han skilte pumpen ad og fjernede ålen, inden den gik i forrådnelse og gjorde vandet helt udrikkeligt. Vandet i København var så ringe, at man planlagde at hente vand i tønder fra Roskilde, efter at jernbanen havde åbnet i 1847. Det blev dog ikke til noget. Friskt godt vand fandtes i København kun i brønden i Gothersgade ved volden. Tilstrømningen her var stor, og køen lang.
I midten af 1800-tallet blev Peblinge og Sortedams Søer opgivet som vandreservoirer pga. dårlig vandkvalitet. I stedet tog man Sankt Jørgens Sø i brug, der i den forbindelse blev gravet ud til den form, den har i dag. Sankt Jørgens Sø havde en central rolle i Københavns vandforsyning frem til anden verdenskrig og fungerede som reservereservoir frem til 1959.
Langs østsiden af Sankt Jørgens Sø – mellem Gammel Kongevej og "Dæmningen"/Kampmannsgade – lå en serie vandrensningsbassiner (et sandfilteranlæg) med en rørforbindelse ind til vandværket fra 1857 ved Axeltorv/Studiestræde. Arealet med disse vandrensningsbassiner blev senere kaldt Vandfiltergrunden, et område der nu er bebygget. (Området mellem de sydlige dele af Vester Søgade og Nyropsgade, på begge sider af Herholdtsgade).
Sankt Jørgens Sø har fra "gammel tid" været opdelt i to dele af en dæmning. Kampmannsgade blev i 1933 ført hen over dæmningen, men vejstrækningen mellem de to dele af søen blev i mange år efter stadig kaldt Dæmningen. Den har sit navn fra et hospital for spedalske, Sankt Jørgensgården, der senest fra 1261 og frem til 1524 lå i nærheden af den nuværende sø. Sankt Jørgen er det danske navn for Sankt Georg, der regnes for de spedalskes skytshelgen. Tilsvarende Sankt Jørgensgårde eller Sankt Jørgenshospitaler fandtes udenfor mange nordiske byer.
Den første Fredensbro blev anlagt over Sortedams Sø 1878 som en smal træbro. Den nuværende Fredensbro (dæmning) blev anlagt i 1976–77.
De lodrette sider af granit omkring Peblinge Sø og Sortedams Sø stammer fra 1929, hvor også gangstierne rundt om Søerne blev anlagt. I 1960'erne blev det foreslået at inddrage cirka en fjerdedel af Søerne langs den østlige bred til en firesporet omfartsvej, Søringen, men projektet blev ikke til noget. Tværtimod blev Søerne fredet i 1966.
Under den tyske besættelse fløj et vandfly dagligt over byen, omtalt som "Anders And". En nødlanding mislykkedes i Sortedamssøen den 12. maj 1944. Det kostede to tyske besætningsmedlemmer livet, samt en københavnsk forbipasserende ved søbredden.
Der er planer om at sænke vandstanden i Sankt Jørgens Sø, så søen kan fungere som et forsinkelsesbasin for regnvand når der er skybrud. Antal skybrud i Danmark er forøget, hvilket har gjort kloakrørene i København utilstrækkelige; brugen af Sankt Jørgens Sø som et forsinkelsesbasin er bare et af mange sådanne klimatilpasningsprojekter i København. En foreslået plan om samtidig at lave en del af søens areal om til en park blev afvist.
Søerne har været brugt til skøjtesport og bandy. I 1950'erne brugtes Sortedamssøen i kolde vintre til bilvæddeløb på isen.

## Vandmiljø
Vandet i Utterslev Mose og Emdrup Sø er meget rigt på næringsstoffer, som blev ledt med ind i Søerne. Dette medførte, at der hvert år var en stor opblomstring af algevækst, hvilket gjorde vandet uklart og dermed forhindrede et naturligt dyre- og planteliv. I 1999 etablerede Københavns Kommune et renseanlæg ved Emdrup Sø, der skulle fjerne næringsstoffer fra det vand, der blev ledt videre ind i Søerne. Dette muliggjorde, at man i 2002 kunne påbegynde en genoprettelse af vandmiljøet. Vandet er i dag blevet meget klarere, og dyre- og planteliv er i positiv udvikling.
I 2014 sendte DR i første afsnit af Fiskemissionen et par piger med en erfaren lystfisker og en særlig tilladelse en tur på Søerne for at fiske efter gedder. Der blev med lethed fanget et antal fisk, som efter måling, vejning og udtagning af skælprøver nænsomt genudsattes. Samtlige fisk vejede mere end fem kilo.

## Fugleøen
Fugleøen er en 400 m2 stor ø, der blev anlagt i 1917.
I oktober 1967 blev øen besat af en gruppe aktivister, som ville gøre øen til en selvstændig stat.
Den nye stat søgte om at blive optaget i FN. Som protest mod Vietnamkrigen erklærede øen krig mod USA. I dag fungerer øen som ynglested for en skarvkoloni.